# Mahenge, Morogoro
Mahenge  este o așezare în  partea de sud a Tanzaniei, în regiunea Morogoro. La recensământul din 2002 a înregistrat 7.113 locuitori.